# NGC 2633
NGC 2633 is een balkspiraalstelsel in het sterrenbeeld Giraffe. Het hemelobject werd op 11 augustus 1882 ontdekt door de Duitse astronoom Ernst Wilhelm Leberecht Tempel.

## Synoniemen
- UGC 4574
- IRAS 08425+7416
- MCG 12-9-13
- ZWG 331.63
- VV 519
- ZWG 332.10
- Arp 80
- KCPG 169
- ZWG 350.5
- PGC 24723